# 真説エロティック・ゴースト・ストーリー/艶魔大戦
『真説エロティック・ゴースト・ストーリー/艶魔大戦』（原題：聊斎色譚 、英：Erotic Ghost Story）は、1987年に製作された香港映画。エイミー・イップ主演。シリーズ第1作。「聊斎志異」の中の一編「五通」が原作。日本では劇場未公開。

## キャスト
- ファファ：エイミー・イップ
- フェイフェイ：工藤ひとみ
- 貝塚里美
- ソーソー：文素（マン・スー）
- 夏志珍（ハー・チージャン）
- パル・シン

## シリーズ
- 第2作『真説エロティック・ゴースト・ストーリー/覇王ウーチュンの逆襲』
- 第3作『真説エロティック・ゴースト・ストーリー』